# 龙脷叶
龙脷叶（学名：Sauropus spatulifolius）为叶下珠科守宫木属下的一个种。該物種主要分佈於福建、广东、广西以及越南北部和马来半岛。

## 外部連結
- 龍脷葉 Long Li Ye（页面存档备份，存于） 中藥標本數據庫 (香港浸會大學中醫藥學院) （繁體中文）（英文）